# Popcorn (film, 1991)
 (novembre 2021).
La mise en forme du texte ne suit pas les recommandations de Wikipédia : il faut le « wikifier ».
Les points d'amélioration suivants sont les cas les plus fréquents. Le détail des points à revoir est peut-être précisé sur la page de discussion.
- Les titres sont pré-formatés par le logiciel. Ils ne sont ni en capitales, ni en gras.
- Le texte ne doit pas être écrit en capitales (les noms de famille non plus), ni en gras, ni en italique, ni en « petit »…
- Le gras n'est utilisé que pour surligner le titre de l'article dans l'introduction, une seule fois.
- L'italique est rarement utilisé : mots en langue étrangère, titres d'œuvres, noms de bateaux, etc.
- Les citations ne sont pas en italique mais en corps de texte normal. Elles sont entourées par des guillemets français : « et ».
- Les listes à puces sont à éviter, des paragraphes rédigés étant largement préférés. Les tableaux sont à réserver à la présentation de données structurées (résultats, etc.).
- Les appels de note de bas de page (petits chiffres en exposant, introduits par l'outil «  Source ») sont à placer entre la fin de phrase et le point final[comme ça].
- Les liens internes (vers d'autres articles de Wikipédia) sont à choisir avec parcimonie. Créez des liens vers des articles approfondissant le sujet. Les termes génériques sans rapport avec le sujet sont à éviter, ainsi que les répétitions de liens vers un même terme.
- Les liens externes sont à placer uniquement dans une section « Liens externes », à la fin de l'article. Ces liens sont à choisir avec parcimonie suivant les règles définies. Si un lien sert de source à l'article, son insertion dans le texte est à faire par les notes de bas de page.
- La présentation des références doit suivre les conventions bibliographiques. Il est recommandé d'utiliser les modèles {{Ouvrage}}, {{Chapitre}}, {{Article}}, {{Lien web}} et/ou {{Bibliographie}}. Le mode d'édition visuel peut mettre en forme automatiquement les références.
- Insérer une infobox (cadre d'informations à droite) n'est pas obligatoire pour parachever la mise en page.

Pour une aide détaillée, merci de consulter Aide:Wikification.
Si vous pensez que ces points ont été résolus, vous pouvez retirer ce bandeau et améliorer la mise en forme d'un autre article.
Pour les articles homonymes, voir Pop-corn (homonymie).
Pour plus de détails, voir Fiche technique et Distribution.
Popcorn est un slasher américain réalisé par Mark Herrier et écrit par Alan Ormsby. Sorti en 1991, il met en vedette Jill Schoelen, Tom Villard, Tony Roberts, Dee Wallace et Derek Rydall.
Le film suit un groupe d'étudiants en cinéma qui organise un festival de films d'horreur pour financer leur projet de fin d'étude. Au milieu d'une ambiance de fête, de véritables meurtres sont perpétrés dans l'indifférence générale.

## Synopsis
Étudiante en cinéma, Maggie Butler (Jill Schoelen) rêve chaque nuit d'une jeune fille nommée Sarah piégée dans un incendie et poursuivie par un homme étrange qui essaie de la tuer. Scénariste en herbe, Maggie enregistre ce dont elle se souvient sur un dictaphone, dans l'espoir d'en tirer un scénario. La jeune femme vit avec sa mère Suzanne (Dee Wallace), depuis peu harcelé au téléphone par une voix démoniaque. En route pour l'école, Maggie repousse les avances de son petit ami Mark (Derek Rydall), expliquant qu'elle souhaite se concentrer sur l'écriture de son film.
En cours, Toby D'Amato (Tom Villard) propose à ses camarades d'organiser un festival de films d'horreur, le temps d'une nuit, afin de collecter des fonds pour le département de cinéma de l'université. Les étudiants s'installent au Dreamland, cinéma désaffecté à quelques semaines d'être détruit. Le professeur Davis (Tony Roberts), enseignant chargé des étudiants, s'inquiète de ne pas réussir à préparer l'événement avant la démolition de l'établissement. C'est alors que Toby fait appel au professeur Mnesyne (Ray Walston), propriétaire d'un musée d'objets de cinéma. Le vieil homme met à la disposition du groupe une sélection d'accessoires et de décors pour établir une mise en scène à la hauteur de leurs ambitions. La soirée se compose de trois films en expérience immersive :
- Mosquito, un film en 3D ;
- The Attack of the Amazing Electrified Man (litt.: L'Attaque de l'Incroyable Homme Électrocuté) pour lequel les étudiants utilisent un "Shock-o-Scope" qui envoie des décharges électriques dans les sièges des spectateurs ;
- The Stench (litt.: La Puanteur), pour lequel ils enverront des odeurs dans la salle par le procédé Odorama[2].

En parcourant les coffres d'accessoires du professeur Mnesyne, ils découvrent la bobine d'un film intitulé Possessor, réputé perdu depuis des années. Le visionnage de la bande, longue de seulement quelques minutes, ressemble beaucoup aux rêves de Maggie. Davis révèle aux étudiants que le réalisateur Lanyard Gates n'a jamais tourné la dernière scène du film, qu'il a réalisé en direct pendant la projection en tuant sa propre famille en public avant de mettre le feu au cinéma, où périrent les spectateurs. Pour tenter comprendre le lien entre ses rêves et Possessor, Maggie demande à sa mère si elle a déjà entendu parler du film ou de Gates. Suzanne élude rapidement la question et propose à Maggie d'abandonner le festival pour partir quelques jours ensemble. Plus tard, alors que Maggie est couchée, Suzanne reçoit un autre appel inquiétant de quelqu'un qu'elle croit être Gates. Il lui donne rendez-vous au Dreamland et lui conseille d'apporter une arme à feu.
Le soir du festival, Maggie travaille à l'accueil du cinéma lorsque Mark arrive avec une autre fille, Joy (Karen Witter). C'est alors qu'un homme se présente devant Maggie en l'appelant "Sarah" avant de prendre la fuite dans le cinéma. Incapable de le retrouver au milieu de la foule, Maggie se rend à la cabine de projection pour prévenir Toby qu'elle pense avoir vu Gates. Pendant ce temps, c'est depuis les coulisses que Davis déclenche un happening avec une maquette de moustique géant qu'il fait voler à travers la salle pendant le premier film, pour le plus grand plaisir de spectateurs déchaînés. Mais un individu prend le contrôle du moustique à l'insu de Davis, et l'utilise pour poignarder l'enseignant dans la poitrine avec le dard. L'individu emporte le corps de Davis dans un laboratoire, où il fabrique un masque moulé sur le visage de l'enseignant.
Alors que le second film commence, Bud (Malcolm Danare) s'installe en régie pour apporter les derniers réglages au Shock-o-Scope. Maggie, quant à elle, s'isole quelques instants pour écouter ses notes vocales lorsqu'elle découvre que Gates lui a laissé un message sur son dictaphone. Pendant ce temps, Tina se rend en coulisses pour retrouver ce qu'elle croit être Davis, avec qui elle entretient une liaison, notamment pour obtenir de meilleure notes en cours. La jeune femme ignore qu'il s'agit en réalité d'un tueur, qui l'étrangle et la tue. Dans la salle Mark abandonne Joy dans l'espoir de reconquérir Maggie. Il retrouve la jeune femme qui lui explique que Gates lui a laissé un message. Ils partent donc prévenir les autres membres de l'équipe. Il retrouve Tina dans l'obscurité des coulisses, sans réaliser que le tueur la manipule telle une marionnette pour donner l'impression qu'elle est toujours en vie, avant de partir chercher les autres organisateurs.
Le tueur se rend ensuite en régie, où il attache Bud à son fauteuil roulant, puis le connecte Shock-o-Scope, créant ainsi une chaise électrique. L'électrocution fatale du jeune homme, couplée aux décharges que reçoivent les spectateurs, crée une surtension qui coupe le courant dans le cinéma. C'est alors qu'arrive Maggie, qui découvre le cadavre de Bud avant d'être attaquée par Gates. La jeune femme prend la fuite, et réalise qu'elle est en réalité Sarah Gates, que Lanyard est son père, et que Suzanne n'est autre que sa tante qui l'a sauvée des flammes lors de la première de Possessor. Elle va à la rencontre de Toby et lui raconte tout ce dont elle se souvient, persuadée que Gates est revenu pour elle. Toby lui propose de rétabir le courant dans le bâtiment avant de partir à la recherche de Gates. Ils s'engagent donc dans le sous-sol où Toby chute dans l'obscurité. Équipée d'une lampe de poche, Maggie pense voir Davis et Tina, mais se heurte à nouveau à Gates. Lorsque le courant revient, Maggie découvre que le sous-sol est l'antre du tueur. Gates l'attache à une chaise avant de révéler sa véritable identité : c'est Toby.
Grièvement brûlé dans son enfance alors qu'il assistait à la projection de Possessor, Toby raconte qu'il a perdu sa mère dans l'incendie. Le jeune homme estime que Maggie et Suzanne sont responsables de son deuil, et projette de se venger en rejouant la scène finale de Possessor sur scène et en public, tel que Gates l'avait initialement prévue. Il dévoile également avoir capturé Suzanne et l'avoir emplâtré de la tête au pied, puis drogue Maggie.
Pendant ce temps Mark retrouve Joy dans le hall du cinéma, observés par Cheryl et Joanie (Ivette Soler). Contrariée d'avoir été abandonné pendant la soirée, Joy annonce à Mark qu'elle a vu Maggie et Toby se bécoter avant de partir en direction de chez Toby. Mark part aussitôt à leur recherche. Joanie part rejoindre aider Leon (Elliott Hurst) pour le troisième film en Odorama. Pendant la projection, Léon s'éclipse quelques instants au toilettes où il fait la rencontre d'un doppelgänger, qui n'est autre que Toby, qui le tue. Toby, toujours grimé en Leon, rejoint Joanie en projetant de l'assassiner. Lorsqu'elle évoque son amour secret pour Toby, le tueur l'épargne puis s'en va poursuivre la préparation du grand final de Possessor.
De son côté, Mark arrive chez Toby où il découvre que les murs de l'appartement sont recouverts de coupures de journaux au sujet l'incendie, de photos de sa reconstruction faciale, et de photos de Maggie avec des ciseaux plantés dans les yeux. Réalisant qu'elle est en danger, Mark se précipite vers le Dreamland où il trouve portes closes. Il escalade la façade, se faufile par une fenêtre et découvre que Toby a déjà commencé sa mise en scène macabre sur le final de Possessor. Maggie est installée dans une robe en métal qui contraint ses mouvements. Elle implore le public de la sauver, mais les spectateurs pensent que ce qui se joue devant eux fait partie du spectacle. Mark se jette sur scène pour sauver Maggie, mais déclenche par inadvertance le mécanisme du moustique géant qui se balance dangereusement. Toby est empalé et tué par le dard du moustique. Mark libère Maggie et Suzanne alors que la foule leur offre un tonnerre d'applaudissements.

## Fiche technique
Sauf indication contraire, les informations mentionnées dans cette section peuvent être confirmées par la base de données cinématographiques IMDb,  présente dans la section « Liens externes ».
- Titre : Popcorn
- Réalisation : Mark Herrier, Alan Ormsby (non crédité)
- Scénario : Alan Ormsby (en), d'après une histoire de Mitchell Smith
- Décors : Peter Murton
- Costumes : Heidi Kaczenski
- Photographie : Ronnie Taylor
- Montage : Stan Cole
- Musique : Paul Zaza
- Production : Ashok Amritraj, Gary Goch, Torben Johnke
- Sociétés de production : Movie Partners, Trans-Atlantic Pictures
- Sociétés de distribution : Studio Three Film Corporation (États-Unis)
- Budget : n/a
- Pays de production :  États-Unis,  Canada
- Genre : Comédie horrifique
- Format : couleur — 35 mm — 1,85:1 — son Dolby Digital
- Durée : 91 minutes
- Dates de sortie[3] : États-Unis et Canada : 1er février 1991

## Distribution
- Jill Schoelen (VF : Magali Barney) : Maggie
- Tom Villard : Toby
- Dee Wallace : Suzanne
- Derek Rydall (VF : Alexandre Gillet) : Mark
- Malcolm Danare (VF : Daniel Lafourcade) : Bud
- Kelly Jo Minter : Cheryl
- Ivette Soler : Joanie
- Elliott Hurst : Léon
- Freddie Marie Simpson (VF : Virginie Ledieu) : Tina
- Tony Roberts (VF : Patrick Floersheim) : M. Davis
- Ray Walston : Professeur Mnesyne
- Barry Jenner : Lieutenant Bradley
- Cindy Breakspeare : Gloria Gates

## Production
Popcorn a été entièrement tourné à Kingston, en Jamaïque. D'abord réalisé par Alan Ormsby (en), le film connu un changement de metteur en scène après quelques semaines de tournage. En effet, Ormsby fut remplacé par Mark Herrier, essentiellement connu pour son rôle dans le film Porky's. C'est à cette même période que Jill Schoelen reprend le rôle de Maggie, initialement tenu par Amy O'Neill. [réf. nécessaire]
Ainsi, la paternité des trois films projetés dans le cinéma est attribué à Ormsby, tandis que Herrier hérite du reste du film.

## Analyse
Selon le journaliste et critique John Kenneth Muir, le titre Popcorn fait référence à un courant du film d'horreur des années 1990. Si les décennies précédentes proposèrent des films aux titres éloquents tels que La Dernière Maison sur la gauche (1972), Massacre à la tronçonneuse (1974) ou encore Les Griffres de la nuit (1984), la décennie 90 apporta son lot de titres à la fois simples et banals. Outre Popcorn, Muir cite des titres tels que La Nurse (1990), The Crush (1993), et Scream (1996). Il estime que cette tendance est le fruit du désir des studios d'avoir des films calibrés qui s'adressent au plus grand nombre.
Toutefois, Muir classe également Popcorn dans une autre tendance de l'époque, celle des films d'horreur postmodernes et autoréflexifs. Popcorn s'est en effet inspiré de l'histoire du cinéma d'horreur depuis les années 1950 auquel il rend hommage, là où Freddy sort de la nuit (1994) et L'antre de la folie (1995) s'inscrivent dans un courant métatextuel.
Par ailleurs, Muir a trouvé les quatre films intradiégétiques plus intéressants que l'intrigue principale. Au sujet de Mosquito, il pointe notamment un hommage sincère aux films d'horreur à petit budget des années 1950 et au cinéma de William Castle. Mosquito présente également des similitudes avec les films de Jack Arnold : les essais nucléaires qui ont fait mutés les moustiques en monstres géants rappelle Des monstres attaquent la ville (1954) autant que La chose surgit des ténèbres (1957). On y retrouve aussi des personnages et des situations récurrentes, comme une femme scientifique dévouée à son métier, ou l'utilisation de l'arme nucléaire par l'Armée pour anéantir le monstre. Le moustique géant qui survole le public pendant la projection de Mosquito est un hommage au procédé Emergo conçu par William Castle pour La Nuit de tous les mystères (1959). Lors des projections de ce film, un squelette lumineux terrifiait le public en le survolant grâce à une tyrolienne. Ce système était utilisé pour reproduire l'action à l'écran, notamment lorsqu'un squelette surgit d'une cuve d'acide pour poursuivre la femme du personnage de Vincent Price. Au regard de The Attack of the Amazing Electrified Man, Muir voit dans le titre un hommage à The Amazing Colossal Man (1957). Le style visuel du film renvoie aux œuvres de William Cameron Menzies, sous influences de l'expressionnisme allemand, proposant « des ombres exagérées et d'inquiétantes contre-plongées ». Le "Shock-o-Scope" semble être une variation du procédé Percepto qui accompagnait Le Désosseur de cadavres (1959). The Stench renvoie quant à lui à une mode pendant laquelle les films japonais étaient importés et doublés pour le marché américain. L'accessoire qui l'accompagne, l'Odorama, rappelle le Smell-O-Vision conçu pour Scent of Mystery (1960). Enfin, avec ses cadrages étranges et ses très gros plans, Possessor est un mélange entre le snuff movie et le courant psychédelique. Son réalisateur Lanyard Gates présente des similitudes avec le gourou Charles Manson .
L'intrigue principale reprend la structure et les codes d'un slasher classique. Maggie est donc la final girl, accompagnée de son héroïque petit ami. Le tueur se fait passer pour ses victimes à l'aide de masques qu'il confectionne, et son but et de commettre un meurtre en direct et en public, principalement motivé par un trauma d'enfance qui l'a marqué à vie. Le film utilise également la technique du hareng rouge pour réveler l'identité du tueur. Muir observe cependant qu'aucun slasher n'est projeté dans le Dreamland pour appuyer l'analyse du genre horrifique faite dans Popcorn. Ainsi les personnages ne semblent pas conscients des clichés du genre, ni qu'ils se trouvent dans une situation semblable à celle d'un slasher, contrairement aux protagonistes de Scream et de Souviens-toi... l'été dernier (1997).
Le film contient une scène d'horreur surnaturelle qui demeure inexpliquée et sans contexte. On y voit Suzanne, la mère de Maggie, assister à la destruction partielle de la devanture du cinéma qui laisse apparaître le titre Possessor. Aucun personnage du film, y compris le tueur, n'est présenté comme ayant des pouvoirs de cet ordre.

## Sortie

### Box-office
Le succès n'aura pas été au rendez-vous pour Popcorn.  Le film commence sa carrière à la huitième place lors de son premier week-end d'exploitation, cumulant près de 2 563 365 $ sur un peu plus de 1 000 écrans. Il termine sa course au box-office américain avec 4 205 000 $ de recette.

### Sortie vidéo
Popcorn est édité en VHS dès le mois de juin 1991 aux États-Unis. Le magazine Variety indique qu'en 1993 les ventes atteignent 2 043 179 $ de recette.
En 2001, l'éditeur Elite Entertainment sort la première édition DVD de Popcorn. Le disque comprend des bandes-annonces de cinéma, des spots télévisés et une poignée d'images promotionnelles.
Un combo Blu-ray/DVD voit le jour le 7 mars 2017 en région A (États-Unis/Canada) sous l'impulsion de l'éditeur Synapse Films le 7 mars 2017.

## Accueil critique
L'agrégateur de critiques Rotten Tomatoes attribue au film un score de 35 % sur 20 critiques. John Kenneth Muir a identifié deux films distincts dans Popcorn : le premier est un film postmoderne intelligent qui « analyse de manière autoréflexive les clichés et les gimmicks du genre », et le second est une extension des slashers des années 1980 qui n'a pas l'intelligence du premier. Vincent Canby du New York Times qualifie le film de « meilleure parodie du genre depuis Alligator ». Kevin Thomas du Los Angeles Times y voit « un petit film ingénieux et décalé » autant qu'un « sympathique hommage au genre ». Owen Gleiberman d' Entertainment Weekly indique que « si il n'essaie même pas de vous effrayer, il demeure un très chouette film d'horreur un peu grinçant, l'une des rares tentative du genre empreinte de sincèrité et d'esprit. » Richard Harrington du Washington Post estime que le film "a plusieurs bonnes idées qui, malheureusement, ne se fonctionnent pas". Stephen Hunter du Baltimore Sun a écrit : « Popcorn est tellement occupé à vouloir être drôle et ironique qu'il oublie d'être bon. »  Chris Hicks du Deseret News a écrit : "Dans l'ensemble, Popcorn est tellement amateur dans sa narration, avec des dialogues pseudo-branchés qui balancent des références de films à chaque réplique, qu'il finit par n'être ni effrayant ni drôle." Gary Thompson du Philadelphia Daily News a apprécié les parodies de films qu'il a trouvé inspirées, mais estime que le reste du film n'est pas à la hauteur. En 2001, à l'occasion de la sortie du film en DVD, Adam Tyner de DVD Talk l'a qualifié de "film extrêmement divertissant", et Patrick Naugle de DVD Verdict y a vu "un petit film amusant".